# Éric Pina
Éric Pina, né en 1972 à Thiès, au Sénégal, est un artiste sénégalais installé en Allemagne après des études en France.

## Biographie

### Enfance, éducation et débuts
Eric Pina est né en 1972 à Thiès au Sénégal. Il est formé ensuite à l'école des beaux-arts de Mulhouse et obtient son diplôme en 2000,.

### Carrière
Après un début de carrière comme assistant dans son école de formation, il s'installe à Hanovre en Allemagne,. Il est connu pour ses expositions et est l'artiste invité à des expositions en France, en Belgique et dans plusieurs autres pays du monde,,.

## Expositions
- 2018 en Belgique[9]